# 陈松蹊
陈松蹊（1961年11月—），男，中国统计学家，北京大学教授，中国科学院院士。

## 生平
1983年获得北京师范大学学士学位，担任北京经济学院讲师，1988年获得同校硕士学位，1990年获得惠灵顿维多利亚大学硕士学位，1993年获澳大利亚国立大学统计学博士学位，2000年担任新加坡国立大学副教授，2003年担任爱荷华州立大学副教授，2006年升任教授。2008年担任北京大学光华管理学院商务统计与经济计量系联席系主任。2010至2019年任北京大学统计科学中心创始主任。2024年起任清华大学统计学研究中心教授。

## 荣誉
- 2021年当选为中国科学院院士。[2]